# Ньюпорт (Род-Айленд)
Нью́порт (англ. Newport) — місто (англ. city) в США, адміністративний центр округу Ньюпорт штату Род-Айленд, розташоване на острові Акіднек в Атлантичному океані, порт. Населення — 25 163 особи (2020).
У 19 ст. та на початку 20 ст. Ньюпорт був дачною зоною для дуже багатих нью-йоркців та бостонців, тому в ньому збереглося чимало вишуканих заміських будинків фінансової знаті Сполучених Штатів.
У наш час Ньюпорт приваблює туристів Залою тенісної слави та яхт-клубом.
У Ньюпорті розташовані університет Сальве Регіна та Військово-морський коледж. Військово-морським коледжем опікується Ньюпортська база військово-морського флоту США, яка є одним із головних навчальних центрів і до складу якої входить також Центр підводних військових дій, що займається розробкою і тестуванням підводного військового спорядження, включно з підводними човнами.

## Географія
Ньюпорт розташований за координатами 41°28′35″ пн. ш. 71°19′18″ зх. д. / 41.47639° пн. ш. 71.32167° зх. д. (41.476335, -71.321635). За даними Бюро перепису населення США в 2010 році місто мало площу 29,50 км², з яких 19,87 км² — суходіл та 9,63 км² — водойми.

### Клімат
| Клімат : Ньюпорт         | Клімат : Ньюпорт | Клімат : Ньюпорт | Клімат : Ньюпорт | Клімат : Ньюпорт | Клімат : Ньюпорт | Клімат : Ньюпорт | Клімат : Ньюпорт | Клімат : Ньюпорт | Клімат : Ньюпорт | Клімат : Ньюпорт | Клімат : Ньюпорт | Клімат : Ньюпорт | Клімат : Ньюпорт |
| Показник                 | Січ.             | Лют.             | Бер.             | Квіт.            | Трав.            | Черв.            | Лип.             | Серп.            | Вер.             | Жовт.            | Лист.            | Груд.            | Рік              |
| Середній максимум, °C    | 3,3              | 3,9              | 7,8              | 12,2             | 17,8             | 22,2             | 25,6             | 25,0             | 21,7             | 16,7             | 11,1             | 6,1              | 14,5             |
| Середній мінімум, °C     | −5               | −5               | −0,6             | 3,9              | 8,9              | 14,4             | 17,8             | 18,3             | 14,4             | 8,9              | 3,3              | −1,7             | 6,5              |
| Норма опадів, мм         | 107              | 90               | 115              | 109              | 89               | 79               | 76               | 94               | 91               | 94               | 114              | 113              | 1171             |
| ------------------------ | ---------------- | ---------------- | ---------------- | ---------------- | ---------------- | ---------------- | ---------------- | ---------------- | ---------------- | ---------------- | ---------------- | ---------------- | ---------------- |
| Джерело: Newport climate |                  |                  |                  |                  |                  |                  |                  |                  |                  |                  |                  |                  |                  |

## Демографія

### Перепис 2010
Згідно з переписом 2010 року, у місті мешкали 24 672 особи в 10 616 домогосподарствах у складі 4933 родин. Густота населення становила 836 осіб/км². Було 13069 помешкань (443/км²).
Расовий склад населення:
| - 82,5 % — білих - 6,9 % — чорних або афроамериканців - 1,4 % — азіатів - 0,8 % — корінних американців - 0,1 % — вихідців з тихоокеанських островів - 3,1 % — осіб інших рас |

До двох чи більше рас належало 5,2 %. Частка іспаномовних становила 8,4 % від усіх жителів.
За віковим діапазоном населення розподілялося таким чином: 16,5 % — особи молодші 18 років, 69,3 % — особи у віці 18—64 років, 14,2 % — особи у віці 65 років та старші. Медіана віку мешканця становила 36,4 року. На 100 осіб жіночої статі у місті припадало 95,8 чоловіків; на 100 жінок у віці від 18 років та старших — 94,3 чоловіків також старших 18 років.
Середній дохід на одне домашнє господарство становив 90 940 доларів США (медіана — 65 365), а середній дохід на одну сім'ю — 119 596 доларів (медіана — 93 564). Медіана доходів становила 53 509 доларів для чоловіків та 45 100 доларів для жінок. За межею бідності перебувало 14,6 % осіб, у тому числі 21,2 % дітей у віці до 18 років та 7,8 % осіб у віці 65 років та старших.
Цивільне працевлаштоване населення становило 12 470 осіб. Основні галузі зайнятості: освіта, охорона здоров'я та соціальна допомога — 27,8 %, мистецтво, розваги та відпочинок — 19,9 %, науковці, спеціалісти, менеджери — 11,0 %, роздрібна торгівля — 7,9 %.

### Перепис 2000
За даними перепису 2000 року на території муніципалітету мешкало 26 475 людей (населення зменшується із 1960 року, коли досягло 47 049). Густота населення становила 1.287,4 осіб/км². У 22,9 % господ проживали діти до 18 років, подружніх пар, що мешкали разом, було 32,3 %, садиб, у яких господиня не мала чоловіка — 13,6 %, садиб без сім'ї — 51,2 %.
Власники 10,9 % садиб мали вік, що перевищував 65 років, а в 39,4 % садиб принаймні одна людина була старшою за 65 років. Кількість людей у середньому на садибу становила 2,11, а в середньому на родину 2,86.
Середній річний дохід на садибу становив 40 669 доларів США, а на родину — 54 116 доларів США. Чоловіки мали дохід 37 780 доларів, жінки — 27 492 доларів. Дохід на душу населення був 25 441 доларів. Приблизно 12,9 % родин та 14,4 % населення жили за межею бідності.
Медіанний вік населення становив 35 років. На кожних 100 жінок віком понад 18 років припадало 90,9 чоловіків.
Рівень злочинності вищий, ніж у середньому по США і вдвічі вищий, ніж в середньому по Род-Айленду.

## Відомі особистості
В поселенні народився:
- Роберт Гарвард (* 1956) — американський військовий діяч.

## Галерея зображень

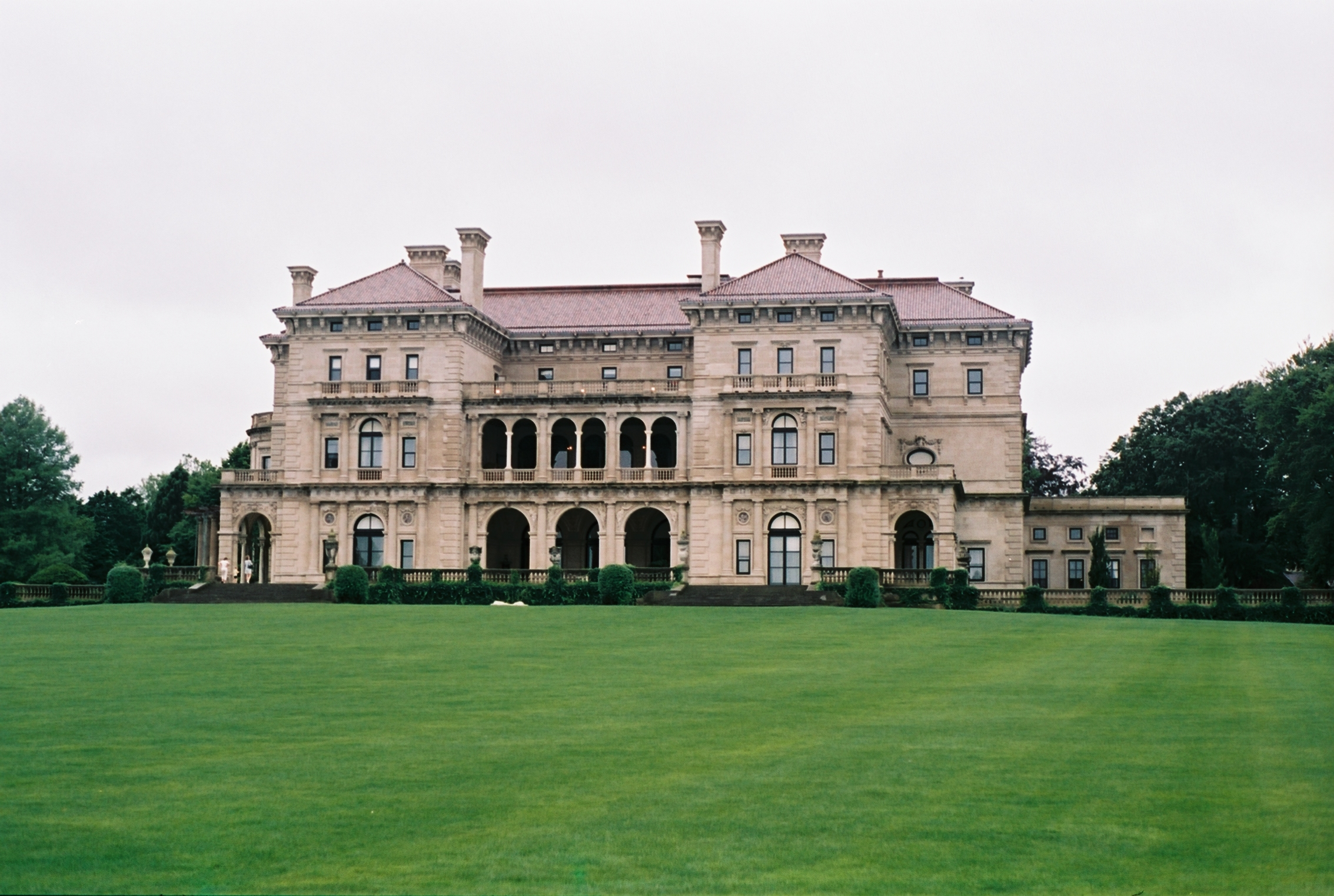
Брейкерз, заміська резиденція Вандербілтів
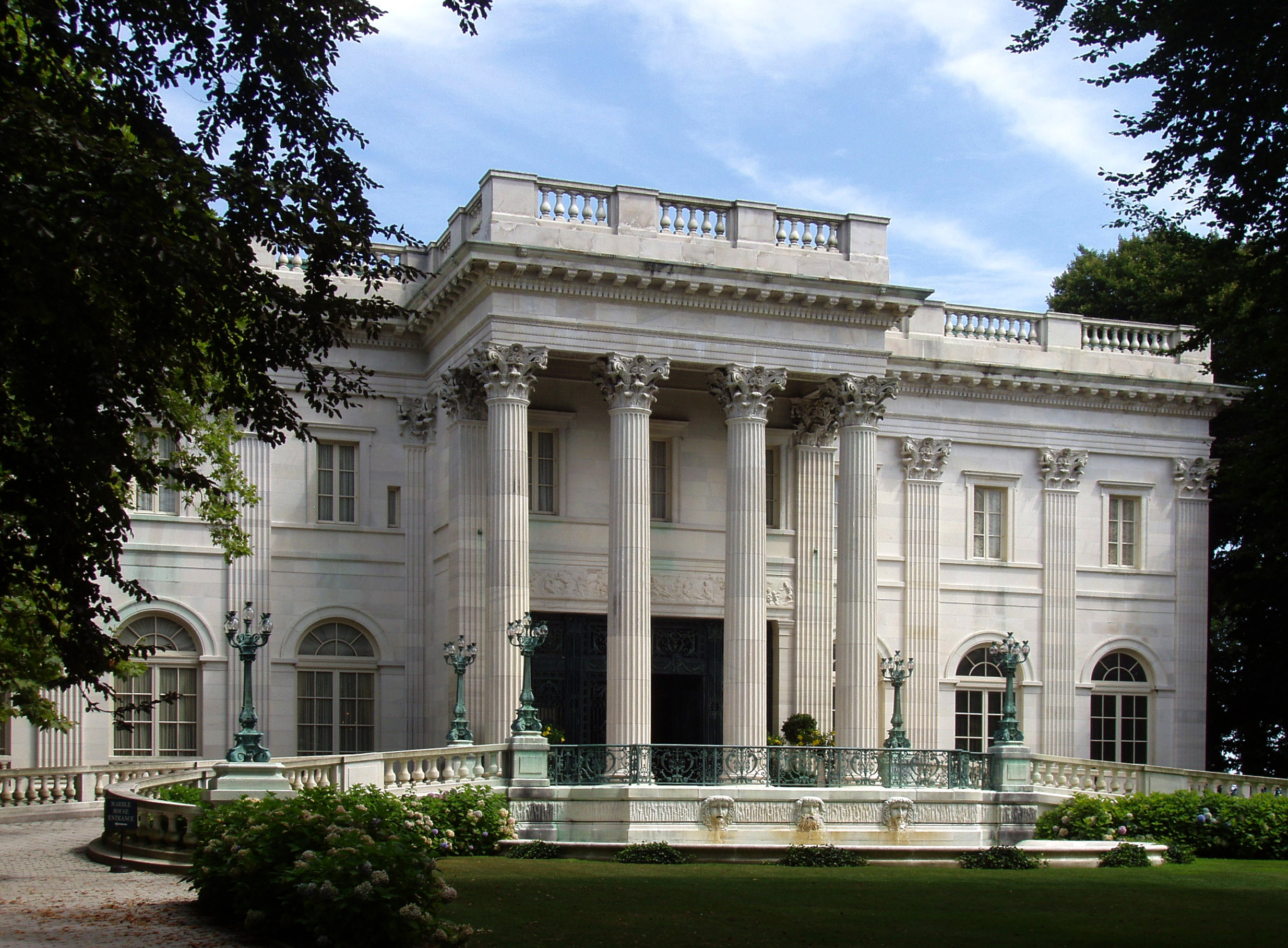
Мармуровий будинок, збудований для Вільяма Кіссама Вандербільта II
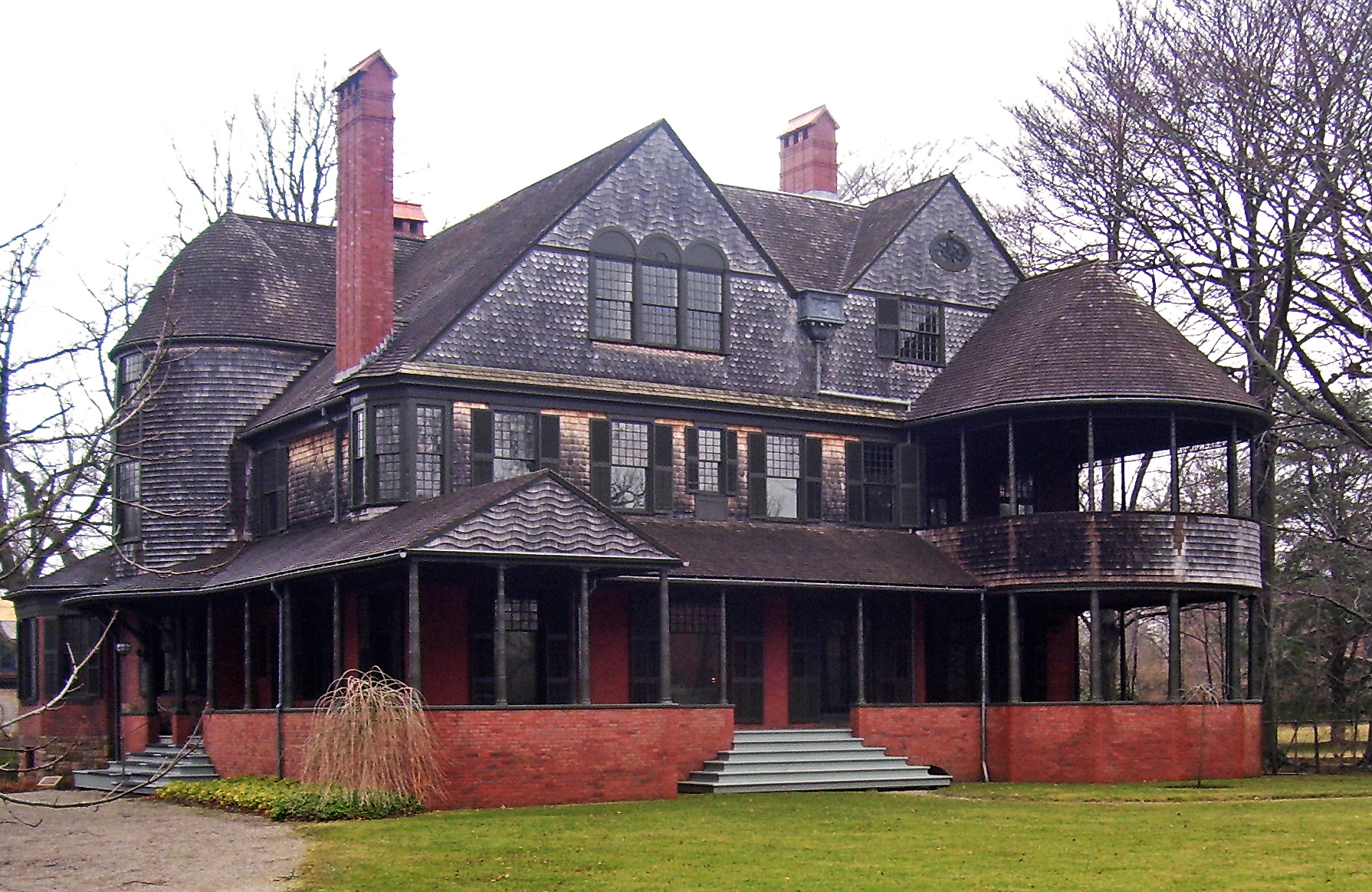
Будинок Ісаака Белла